# 须恺
须恺（1900年—1970年），江苏无锡人，中华人民共和国政治人物。
担任水利工程学家和教育家。水利部技术委员会主任。1954年，当选第一届全国人民代表大会代表。